# Wiri
Wiri est une banlieue, principalement industrielle et commerciale, de la conurbation d'Auckland dans l'île du Nord de la Nouvelle-Zélande.

## Situation
Elle est située dans l’ancienne ville de Manukau City, localisée au sud-ouest du centre ville  et dépendant maintenant du conseil d'Auckland. Les volcans Matukutūruru (en) (la montagne de Wiri) et Matukutūreia (en) (le mont McLaughlins) se situent dans le secteur de Wiri.

## Installations notables
En 2009, le port d'Auckland (en) a construit un port intérieur adjacent au rail au niveau de la banlieue de Wiri afin de relier le fret routier vers les installations du port au niveau de Waitemata Harbour plus au nord. Les nouvelles installations doivent permettre au Ports d’Auckland de réduire la quantité de camions, qui transitaient à travers la zone centrale d’Auckland de 100 000 déplacements par an.
L'établissement pénitentiaire pour femmes de la région d'Auckland (Auckland Region Women's Corrections Facility - ARWCF) est situé dans la banlieue de Wiri. ARWCF est la première prison construite spécifiquement pour les femmes en Nouvelle-Zélande pour recevoir un nombre croissant de détenues dans la partie supérieure de l’île du Nord. L'établissement peut accueillir 286 détenues et emploie 167 personnes.
La prison de haute sécurité pour hommes, adjacente à l’ ARWCF, a ouvert ses portes en 2015 après une extension de 960 nouvelles places .
Dans le cadre du projet d'électrification ferroviaire d'Auckland (en) pour un coût de 100 millions $, le dépôt ferroviaire pour la maintenance et le stationnement des rames fut construit sur les 4,4 hectares de l’ancienne carrière « Winstone Quarry » au niveau de Wiri, située au sud-ouest de l’autoroute et limitée par les routes de Roscommon et la gare de Wiri. Elle fut officiellement inaugurée par le Maire d’Auckland le 5 juillet 2013.